# 四つの署名

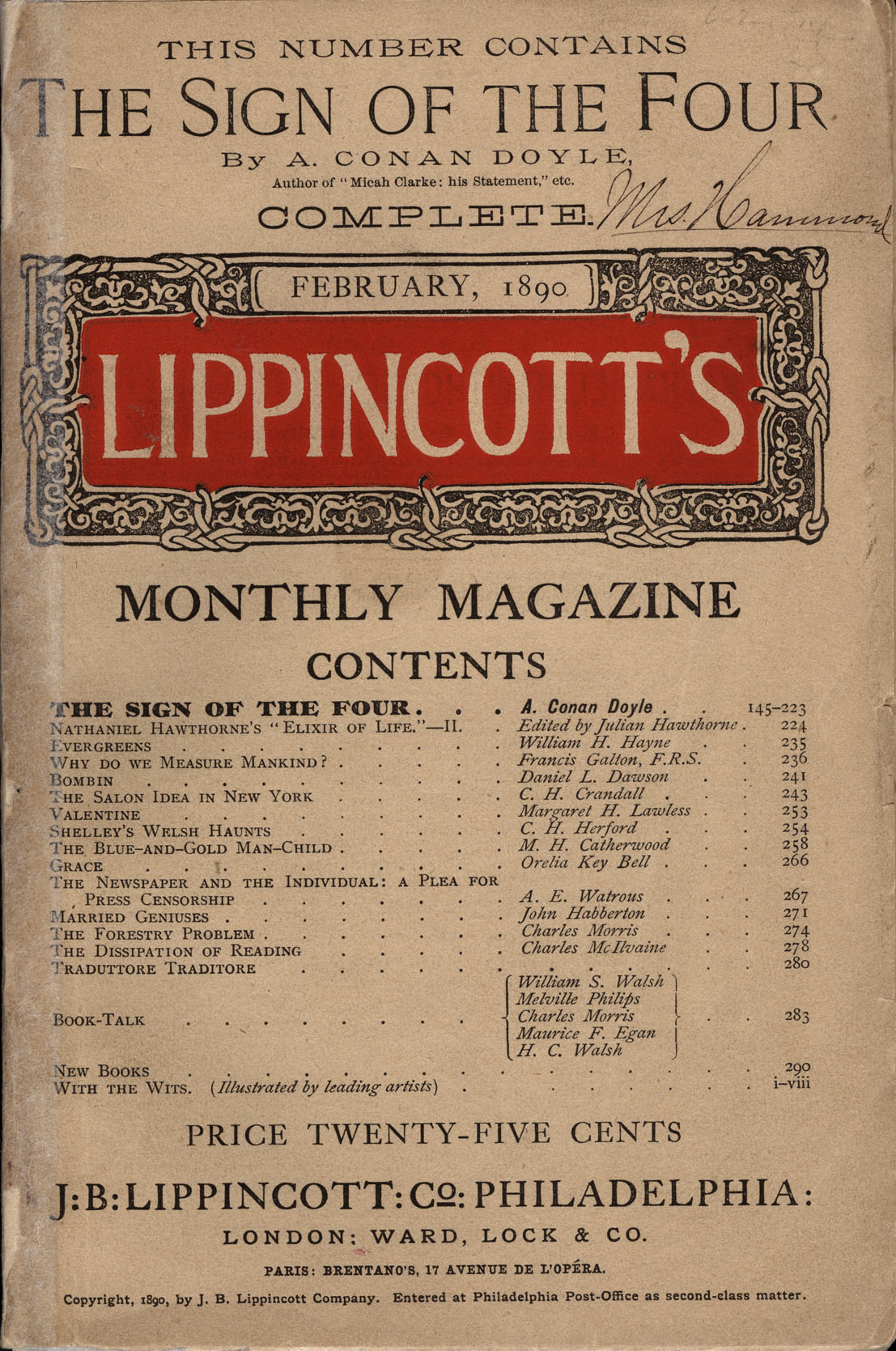

『四つの署名』（よっつのしょめい、The Sign of Four）は、アーサー・コナン・ドイルによるシャーロック・ホームズシリーズの長編小説の一つ。ホームズ作品の第2作で、第1作『緋色の研究』に目をつけたアメリカの出版社の依頼によって1890年に書かれ、『リピンコット・マガジン』に発表された。『緋色の研究』と同じく2部構成で、第1章から第11章までで事件を、最後の12章で犯行に至った動機を描いている。
この小説の最後でジョン・H・ワトスンはメアリー・モースタンと結婚し、ホームズとの共同生活を一度終わらせたことになっている。
第二作目であるが初期の作品としての印象の強さから「緋色の研究」と同じように最初の作品として扱われることがある。

## 題名
作品の題名として、ドイルは『四つのサイン』または『ショルトー一族の問題』という2つの候補を考えており、リピンコット・マガジンの編集長であるジョウゼフ・スタッダートに決定を委ねた。掲載時には2つを同時に使用した『四つのサイン、もしくはショルトー一族の問題』（The Sign of the Four; or, the Problem of the Sholtos）という題名となった。
その後、イギリスで初めて出版されたスペンサー・ブラケット社の版をはじめ、ジョン・マレイ社、ダブルデイ社など主要な出版社で『The Sign of the Four』から、冠詞の“the”が省かれた『The Sign of Four』が使用されている。

### 日本語の題名
日本語の題名は、新潮文庫が最初に出した訳本での『四つの署名』が定着しているが、河出書房新社の訳本では『四つのサイン』、創元推理文庫などでは『四人の署名』を採用している。
創元文庫版の巻末の解題ではこれについて「四人の」では本作全体の謎が割れるという説に対し「物語のごく初めの方で、奇妙な十字の印と4人の人名が列記された文章が紹介されているので神経質にならなくてもいい」と説明されている。
また、「The Sign of Four」の場合はこのように訳せるが、連載時のタイトルや第5章の殺害現場の紙の印を呼ぶ「The Sign of the Four」のようにFourに定冠詞がある場合「署名や符牒の数が4つ」なのではなく、「四人組」（による署名）といった意味合いになる。

## あらすじ
最近ろくな事件が起きないので暇をもてあまし、退屈しのぎに麻薬を注射したり、ワトソンと喧嘩になりかかったりしていたシャーロック・ホームズのベーカー街の下宿のベルが、ひさしぶりに鳴った。訪問者はひっそりした魅力を持つ若い女性・メアリー・モースタン嬢で、一身上に起きた不可解な事件の相談のために訪れたのであった。
元イギリス陸軍インド派遣軍の大尉だったメアリーの父親は10年前に失踪していた。その後、6年前から年に1回、正体不明の人物から彼女に大粒の真珠が送られており、今回その人物から面会を求める手紙が届いたのである。ホームズとワトソンは彼女に同行し、一行は手配された馬車でロンドン郊外のある住宅に連れて行かれた。そして一行は、そこの住人で、手紙の差出人であるサディアス・ショルトーという小男から、メアリーの父、モースタン大尉と、サディアスの父であるショルトー少佐の、インド駐留時代の因縁話を聞かされる。
インド派遣軍の将校だったモースタン大尉とショルトー少佐は在任中にインド大反乱に遭遇し、どさくさ紛れに莫大な財宝を入手した。が、ショルトー少佐はモースタン大尉の取り分を払わず、一切を独占したまま母国イギリスに逃亡していた。イギリスに帰国したモースタン大尉は分配を求めてショルトー少佐と会見するが、口論をしている最中に死亡し、ショルトー少佐は死体と財宝を隠蔽したのであった。
父の遺言で事情を聞いたバーソロミューとサディアスの兄弟は、屋敷のどこかにあるという財宝を探しながら、モースタン大尉の相続人のメアリーに毎年真珠を送っていた。兄のバーソロミューがついに屋敷の屋根裏で財宝を発見し、二人はメアリーにも分配することに決め、手紙を送ったのであった。しかし一行がバーソロミューの屋敷を訪れると、バーソロミューはインド洋のアンダマン諸島の土人の使う毒矢を受けて死亡していて、財宝は消えていた。そして死体の傍らには義足の足跡と「ジョナサン・スモール」を筆頭にした「四つの署名」が残されていた。
ホームズとワトソンは犬のトビーを借り出し、殺人現場に残ったクレオソートの臭いを手がかりに、現場からロンドン市中を追跡してゆく。犯人たちの足跡はテームズ川畔の船付き場で途切れ、小型艇に乗ってどこかに潜伏したものと推定された。探索の結果、テムズ河の修理ドックに該当する船が入渠していることを突き止めたホームズは警察に連絡し、逃走を図る犯人たちの船とロンドン市警の警備艇の追跡劇が、夜のテムズ河を舞台に展開する。毒矢の使い手・アンダマン土人のトンガは射殺され、逃走艇は河岸の泥沼に突っ込み、義足の男・ジョナサン・スモールは取り押さえられた。警察署に連行されたスモールは、ホームズたちに事件の全貌を物語る。

### 第二部
（便宜上第2部としているが、『緋色の研究』や『恐怖の谷』と違って章番号は降りなおされておらず連番である。）
イギリス陸軍インド派遣軍の元下士官のスモールはインドに駐留し、セポイの反乱に遭遇した。当時の彼は3名の現地兵の分隊長として、インドのアグラにあった大要塞の広大な廃墟の入口の１つを警備していた。
3人のシーク教徒の部下たちはどこからか、現地の富豪が財宝を避難させようとし、その使いが今日ここに来る話を聞きつけ、スモールを強奪計画に引き入れた。スモールと部下は財宝の運び人を殺害し、財宝を要塞の廃墟に隠した。しかし見張りの通報で殺人が露見し、4人は終身刑となり、インド洋のアンダマン諸島の刑務所に送られた。
現地軍将校のショルトー少佐とモースタン大尉が賭博で借金を抱えていることを知ったスモールは、財宝を分配するかわりに脱走の手助けをしてもらう取引を申し出たが、ショルトー少佐はスモールを裏切り、財宝を独占してイギリスに逃亡した。復讐を決意したスモールは原住民のトンガの手引きで島抜けに成功し、イギリスへ戻ったが、ショルトー少佐は一歩違いで病死した後だった。財宝を奪いにショルトー邸に侵入した際に、先走ったトンガが毒矢でバーソロミューを殺害したのであった。
スモールは、テムズ河の追跡のさなか逮捕を覚悟し、財宝を全て河底にばら撒いており、後にはなにも残っていなかった。その事実を知ったワトソンは思わず「よかった！」と叫ぶ。「何がいいのですか」と聞くメアリーに、ワトソンはメアリーへの恋心と、財宝めあてと見られるのを恐れ、今まで黙っていたことを告白する。そしてメアリーはワトソンの求婚に応じた。　
後日、この事件が載った新聞記事を見ると手柄はすべて警察に独占され、ホームズのことは出ていなかった。名誉を独占した警察や、妻を手に入れたワトソンに対し、なにも得るものがなかったホームズをワトソンが気遣うと、ホームズは苦笑いしながら「僕には、これがあるよ」と、コカインの注射器に手を伸ばすのだった。